# Did It Again (Lil Tecca)
Did It Again è un singolo del rapper statunitense Lil Tecca, pubblicato il 21 gennaio 2019 come primo estratto dal primo mixtape We Love You Tecca. Il singolo ha raggiunto la posizione numero 64 della Billboard Hot 100.

## Antefatti
Il brano è stato originariamente pubblicato come singolo il 21 gennaio 2019, prima di essere ripubblicato il 24 luglio 2019.

## Video musicale
Il video musicale è stato pubblicato sul canale YouTube di WorldStarHipHop il 2 marzo 2019.